# استجابة لويس الثلاثية

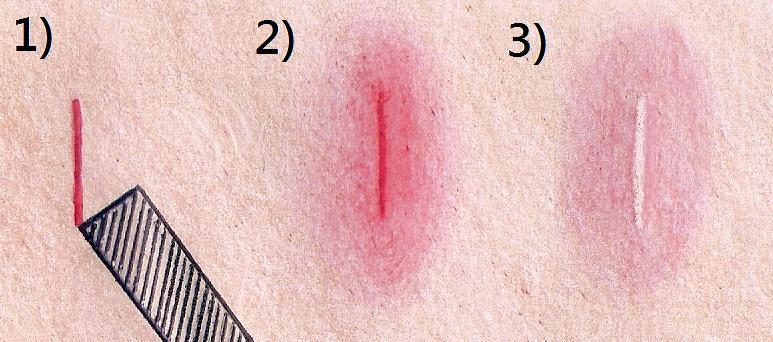
تقييم عملية الالتهاب في ثلاث نقاط بحسب وصف لويس

استجابة لويس الثلاثية أو الاستجابة الثلاثية (بالإنجليزية: Triple response of Lewis)‏ هي استجابة جلدية تحدث نتيجة تمسيد (حك) الجلد بشكل قاس، وينتج عنه خط أحمر أولي، يتبعه احمرار (وهيج) حول هذا الخط، ثم أخيرًا انتبار.
تحدث استجابة لويس الثلاثية نتيجة إطلاق الهيستامين، وهو أمين فعال تجاه الأوعية الدموية، ويقع في معظم أنسجة الجسم لكنه يتركز بشكل كبير في الرئتين ، والجلد ، والجهاز الهضمي. يشتق الهستامين من نزع الكربوكسيل من الحامض الأميني هيستدين، ويتم تحفيز هذا التفاعل بواسطة إنزيم ل هيستدين ديكربوكسيلاز. ويُعتبر الهستامين جزيء صغير، ويُخزن في حبيبات الخلايا الصارية بدينة والقاعدية.
تُعتبر الخلايا الصارية والقاعدية هي الخلايا المؤثرة المشاركة في استجابة فرط التحسس الفوري. وتوجد هذه الخلايا في الأنسجة في جميع أنحاء الجسم، وترتبط بشكل خاص بالأوعية الدموية والأعصاب وعلى مقربة من الأسطح التي تقترب من البيئة الخارجية.
التفسير:
يحفز حقن الهيستامين داخل الأدمة الاستجابة الثلاثية المتكونة من:
1. بقعة حمراء (خط أحمر): بسبب توسع الشعيرات الدموية
2. التوهج: احمرار في المنطقة المحيطة بسبب التوسع الشرياني بوساطة منعكس المحور .
3. انتبار: بسبب ارتشاح السوائل من الشعيرات الدموية والوريدات

## استجابة المطاردة
تتكون الفيزيولوجيا المرضية الكامنة وراء قضمة الصقيع من مزيج من التجمد، عدم كفاية الأوعية الدموية (انقباض وانسداد)، والأضرار الناجمة عن وسطاء التهابات. ومع برودة الأطراف تحدث «استجابة المطاردة» (تضيق وتوسع الأوعية بالتبادل) والتي تنتهي بحدوث تضيق الأوعية.